# 富利國際
富利國際控股有限公司，簡稱富利國際控股，以及富利國際（英語：Richfield International Holdings Limited，港交所除牌時0231.HK），在1989年9月13日，由富利國際投資有限公司換取在百慕達註冊上市，曾經經營香港房地產業務。曾是百利保國際控股有限公司（已私有化後，已併入百利保控股有限公司）旗下公司。當時主席為羅旭瑞。
在1993年4月30日，在更名惠揚控股有限公司、環球動力控股有限公司，或者現時盛明國際（控股）有限公司前，在惠泰國際有限公司進行收購，並把中國內地房地產業務注入，在1993年已完成，這項目包括福建廈門、福州等地區。

## 連結
- Madex.com.hk （页面存档备份，存于）